# Chicogrande
Chicogrande és una pel·lícula mexicana de western filmada en 2009 i estrenada al maig de 2010. Va ser dirigida per Felipe Cazals i està basada en un text de Ricardo Garibay de 1975 sobre el lloctinent més fidel de Pancho Villa.

## Trama
Pancho Vila, després de la frustrada invasió a Columbus, emprèn la retirada i a Ciudad Guerrero és ferit en una cama per tropes carrancistes. Els estatunidencs en territori mexicà inicien una persecució massiva per a capturar-ho viu o mort. Vila es refugia en la serra, en el més profund de les muntanyes. Chicogrande, un soldat villista, té l'encàrrec d'aconseguir assistència mèdica i no dubte a sacrificar la seva pròpia vida per a aconseguir-lo.

## Recepció
Va inaugurar el Festival Internacional de Cinema de Sant Sebastià 2010 En la LIII edició dels Premis Ariel fou nominada a la millor pel·lícula, al millor director, millor coactuació masculina, millor fotografia i disseny artístic i maquillatge, però no en va guanyar cap.

## Repartiment
- Damián Alcázar com Chicogrande.
- Alejandro Calva com Francisco Villa.
- Daniel Martínez com Butch Fenton.
- Juan Manuel Bernal com metge gringo
- Bruno Bichir	com	Ursulo
- Tenoch Huerta com	Doctor Terán
- Lisa Owen com	Janice
- Patricia Reyes Spíndola com	La Sandoval